# Lygosoma tabonorum
Lygosoma tabonorum — вид сцинкоподібних ящірок родини сцинкових (Scincidae). Ендемік Філіппін. Описаний у 2016 році.

## Поширення й екологія
Lygosoma tabonorum мешкають на островах Палаван і Куйо, можливо, також на інших сусідніх островах. Вони живуть у вологих тропічних лісах, серед опалого листя і гнилої деревини, трапляються в садах. Зустрічаються на висоті до 200 м над рівнем моря.